# Dictionary of American Biography
El Dictionary of American Biography (Diccionario de Biografías Americanas) fue publicado en la Ciudad de Nueva York por Charles Scribner e Hijos a lo largo de ocho años a partir de 1928, bajo los auspicios del Consejo Americano de Sociedades de Aprendizaje (ACLS). En origen, era una obra en veinte volúmenes, con una serie de artículos incluyendo unas 15.000 biografías de personajes con alguna relación con los Estados Unidos.

## Historia
La propuesta de compilar un diccionario fue presentada al Consejo en 1920 por el historiador Frederick Jackson Turner. La primera edición se publicó en 20 volúmenes de 1928 a 1936, apareciendo a razón de dos o tres volúmenes por año. Estos 20 volúmenes contenían 15.000 biografías. En 1946, los 20 volúmenes se editaron como un conjunto de diez volúmenes, con cada uno de los diez volúmenes divididos en dos partes (Parte 1 y Parte 2) correspondiendo a dos volúmenes de la primera edición combinados en uno. Se mantuvo la numeración de páginas original de la primera edición.
El ACLS recurrió a Adolph Ochs, editor del The New York Times para financiar la obra. Prestó al Consejo 50.000 dólares anuales durante 10 años.   Ochs no ejerció ningún control editorial de la obra.
El diccionario no incluía biografías de personas vivas, y se requería que hubiesen residido durante algún periodo en los Estados Unidos. Estos veinte volúmenes tuvieron numerosas rarezas, más o menos caprichosas. Por ejemplo, la entrada para Mary Baker Eddy ocupaba ocho páginas, mientras que la entrada dedicada a Mark Twain solo seis y media.  Connecticut y Massachusetts estaban sobrerrepresentadas, mientras que Arizona apenas tenía una entrada. Entre las omisiones más notables se puede citar a Sojourner Truth, Martha Washington, Scott Joplin, Charles Guiteau y Joe Hill.  En los primeros volúmenes eran ocasionalmente utilizados términos como "pieles rojas" o "salvages" para referirse a los indígenas americanos.
Con el paso del tiempo la utilidad de la obra como trabajo de referencia decayó. Diez volúmenes suplementarios fueron emitidos entre 1944 y 1995, dando cobertura a las personas que habían muerto después del suplemento anterior. Los primeros ocho suplementos estuvieron producidos bajo los auspicios del Consejo Americano de Sociedades de Aprendizaje. Según los términos de un acuerdo firmado en 1990, se permitió que Macmillan produjera los dos suplementos finales, incluyendo las personas que habían muerto durante los años 1980, pero sin la participación del Consejo (Macmillan adquirió  en 1984 la empresa editora del diccionario, Charles Scribner's Sons). Cuando Macmillan solicitó al ACLS en 1993 el permiso para publicar un nuevo suplemento, el Consejo rechazó la propuesta.
A mediados de 1995 Macmillan anunció que iba a volcar el viejo D.A.B. en formato CD-ROM, con actualizaciones de las entradas existentes así como las nuevas biografías de personas que habían quedado fuera del diccionario viejo. El profesor Stanley N. Katz, entonces presidente del Consejo, presentó una protesta porque consideraba que el editor no tenía ningún derecho legal para lanzar la edición electrónica sin la aprobación del Consejo. Macmillan insistió en que los términos del acuerdo de 1927 con Scribner le otorgaba el derecho de publicar el diccionario "en todas las formas posibles."  En mayo de 1996 el Consejo Americano de Sociedades de Aprendizaje demandó a Macmillan ante el Tribunal de Distrito Federal en Manhattan, intentando bloquear la edición del D.A.B. en formato CD-ROM, y añadiendo que consideraba que los suplementos no estaban autorizados. En palabras de Lawrence S. Robbins, el abogado que representaba al Consejo "Nuestro cliente ha tomado la postura de que quiere que el trabajo original sea preservado en su forma más prístina. Lo consideramos como un tesoro y no queremos que nadie especule con él.  El pleito dice, en parte, que no lo queremos actualizado, con las personas desaparecidas, digitalizado, coloreado. Queremos que siga existiendo tal como es."  Macmillan Movió para tener el pleito tirado.
El ACLS firmó un contrato con Oxford University Press para publicar una nueva edición titulada la American National Biography, con el soporte financiero de la Fondo Nacional para las Humanidades y de la Fundación Andrew W. Mellon.